# Filature de Rochefort
La filature de Rochefort est une filature textile située à Tinchebray-Bocage (Tinchebray), dans le département de l'Orne. L'ensemble de ses machines est encore présent. Elle est inscrite comme monument historique en 1991.

## Historique
Sur un moulin à papier utilisant l'énergie hydraulique de la Durance (affluent du Noireau), devenu inactif en 1836, M. Leroy, ancien contremaître d'une usine de textile de Tinchebray, surélève le bâtiment d'un niveau, en 1870, pour en faire une filature de laine de 300 broches, ayant quatre ouvriers en 1880. Il produit de l'électricité en 1923. Son activité cesse en 1960.

## Patrimoine industriel
La filature de Rochefort fait l'objet d'un important dossier dans l'Inventaire général du Patrimoine industriel de Basse-Normandie - Patrimoine de l'Orne.
Elle est aussi inscrite Monument historique avec ses outillages, son équipement et ses installations hydrauliques (bassin de retenue et sa vanne, canal d'alimentation et ses vannes, canal d'amenée et vestiges de la roue).

### Les machines
Les machines comprennent principalement des cardes, des renvideuses et des retordeurs qui utilisent des laines venant de Bretagne ; après la Première Guerre mondiale, elles sont dévolues à la préparation de la laine en nappe pour faire des couvertures de lits.

### Les opérations de filage
La laine lavée, on enlève les poussières dans le loup ; lubrifiée, la laine est montée sur la carde préparatoire puis la carde fileuse d'où sortent 25 fils ; le renvideur donne la torsion aux fils qui s'enroulent ensuite sur les fuseaux. Pleins, ces fuseaux sont mis sur la retordeuse pour faire des fils de deux, trois ou cinq brins pour la laine à tricoter.

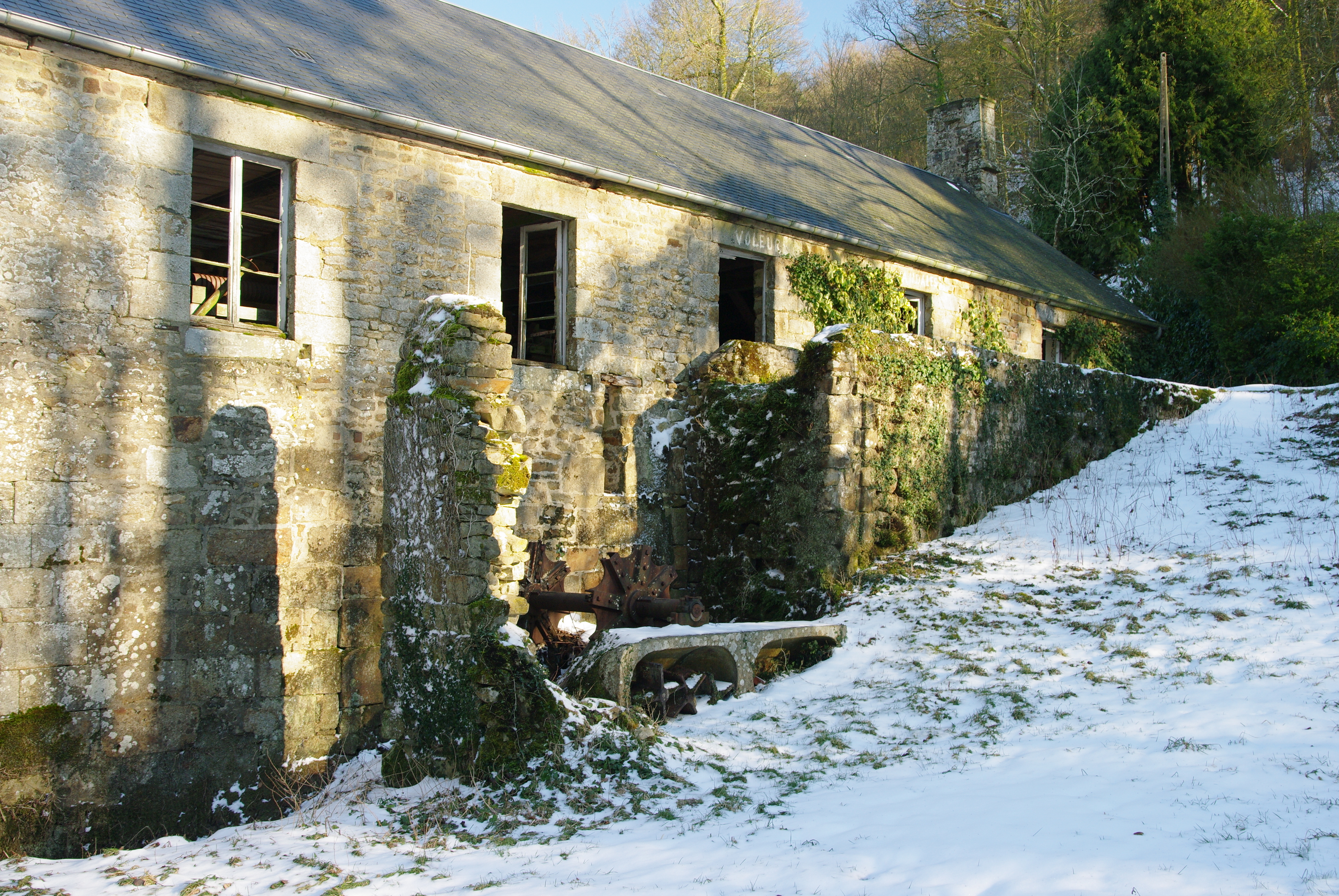
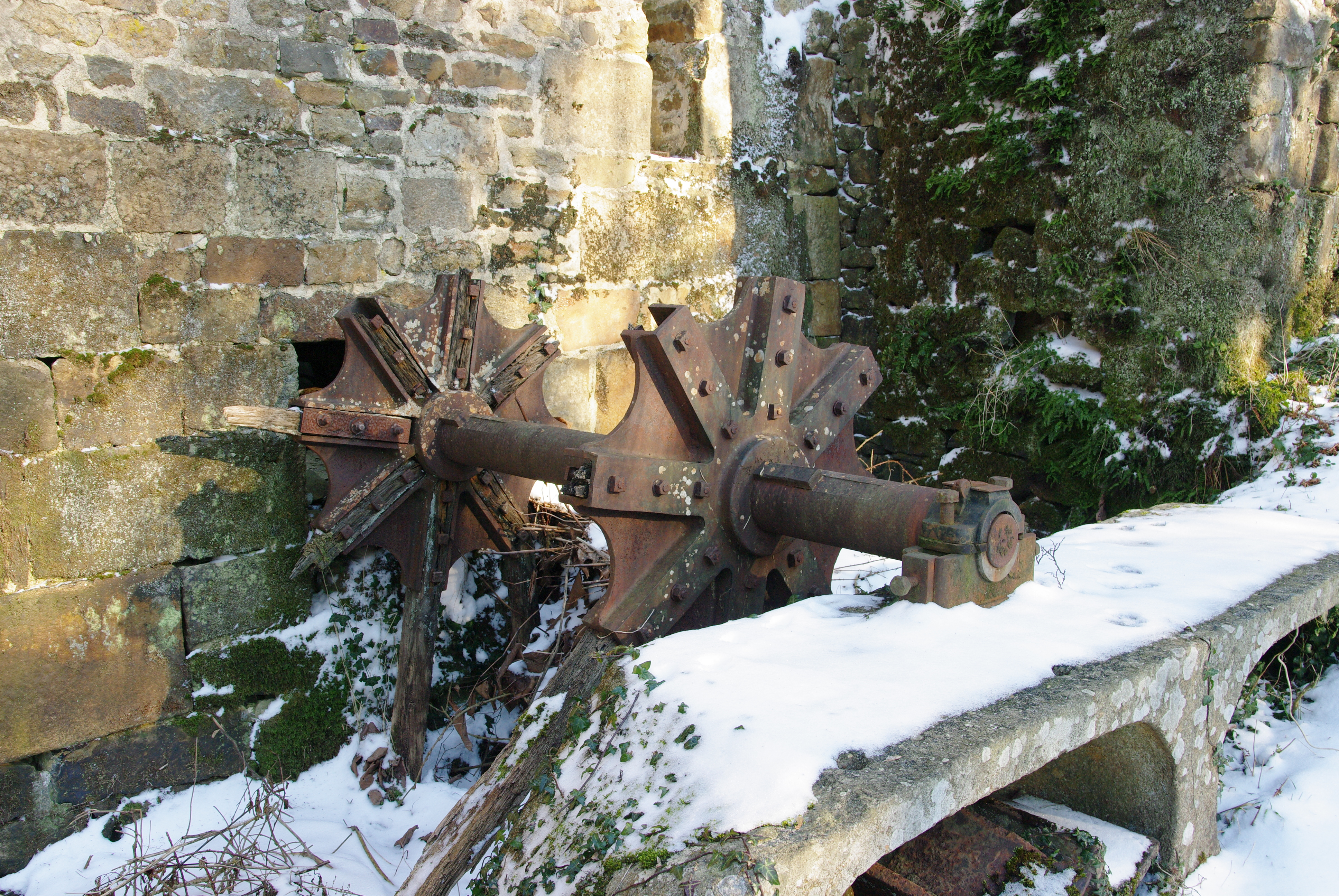
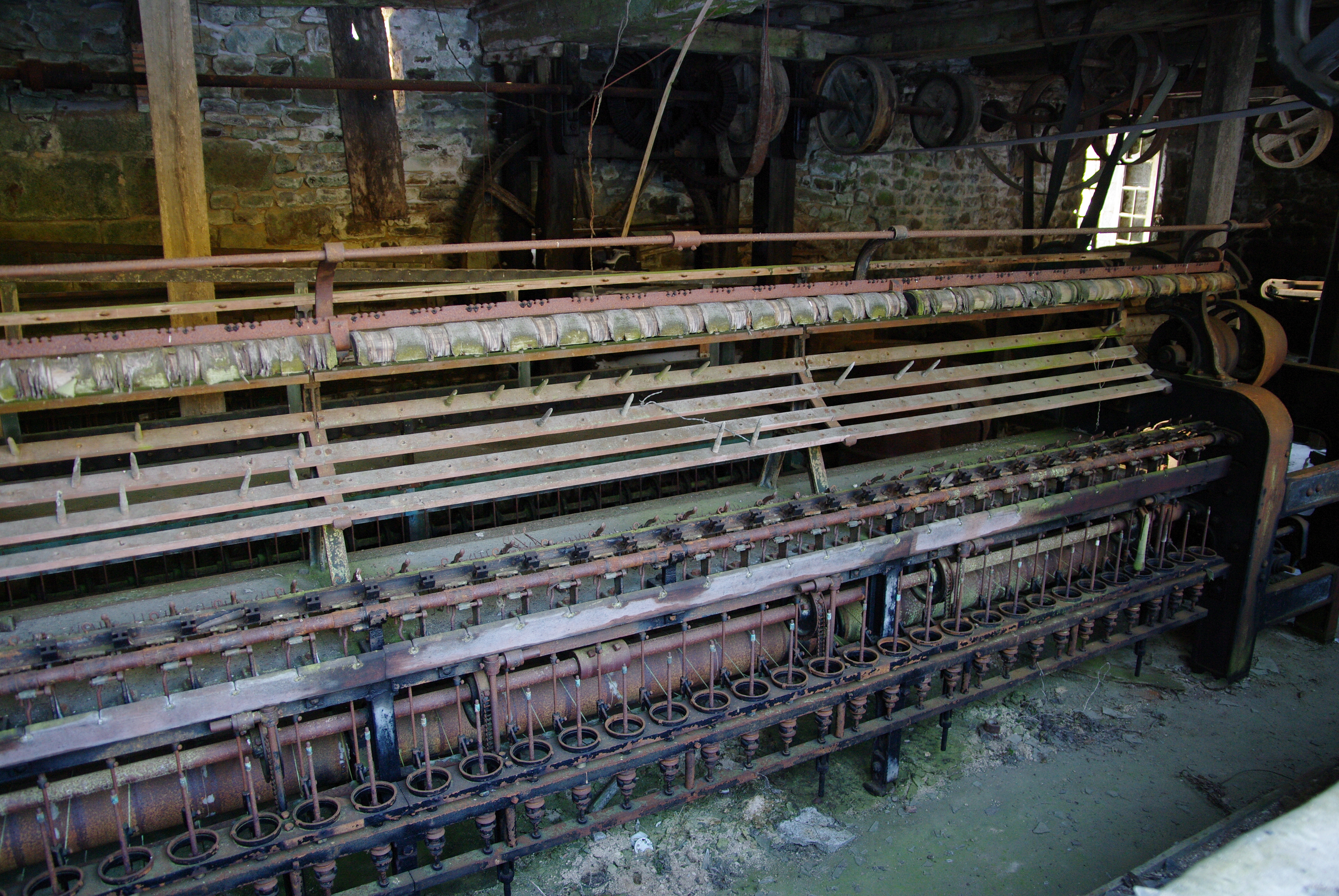
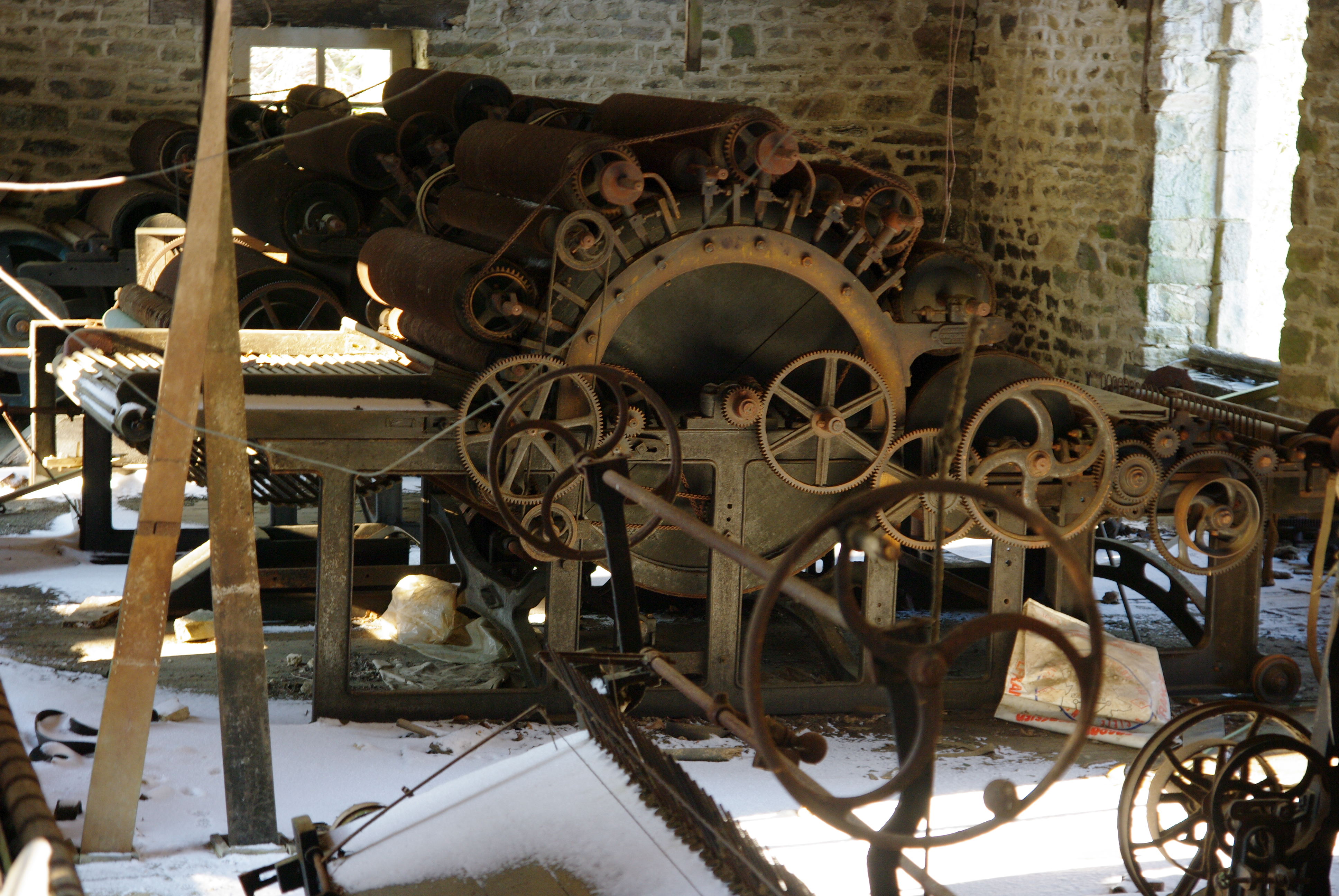
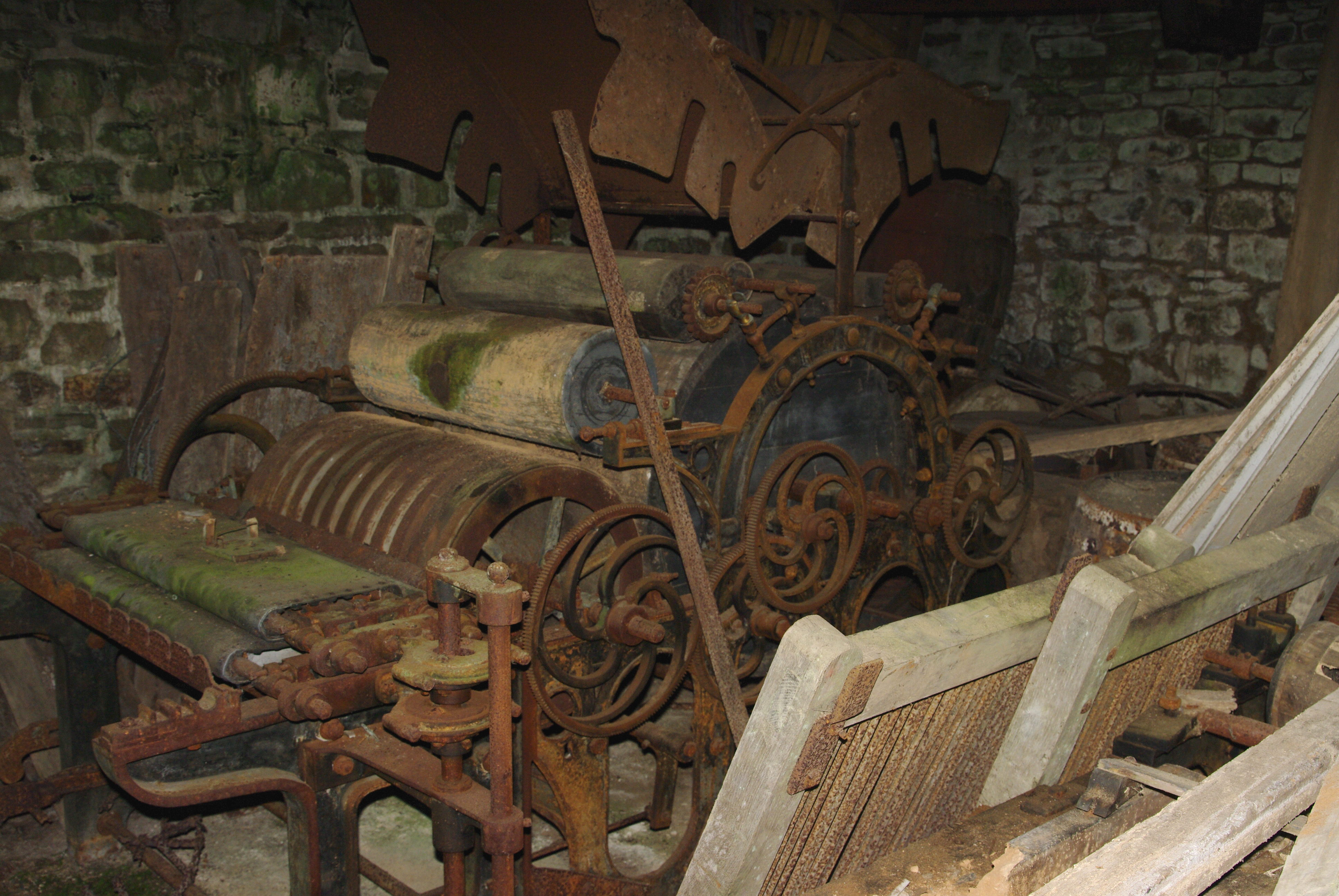
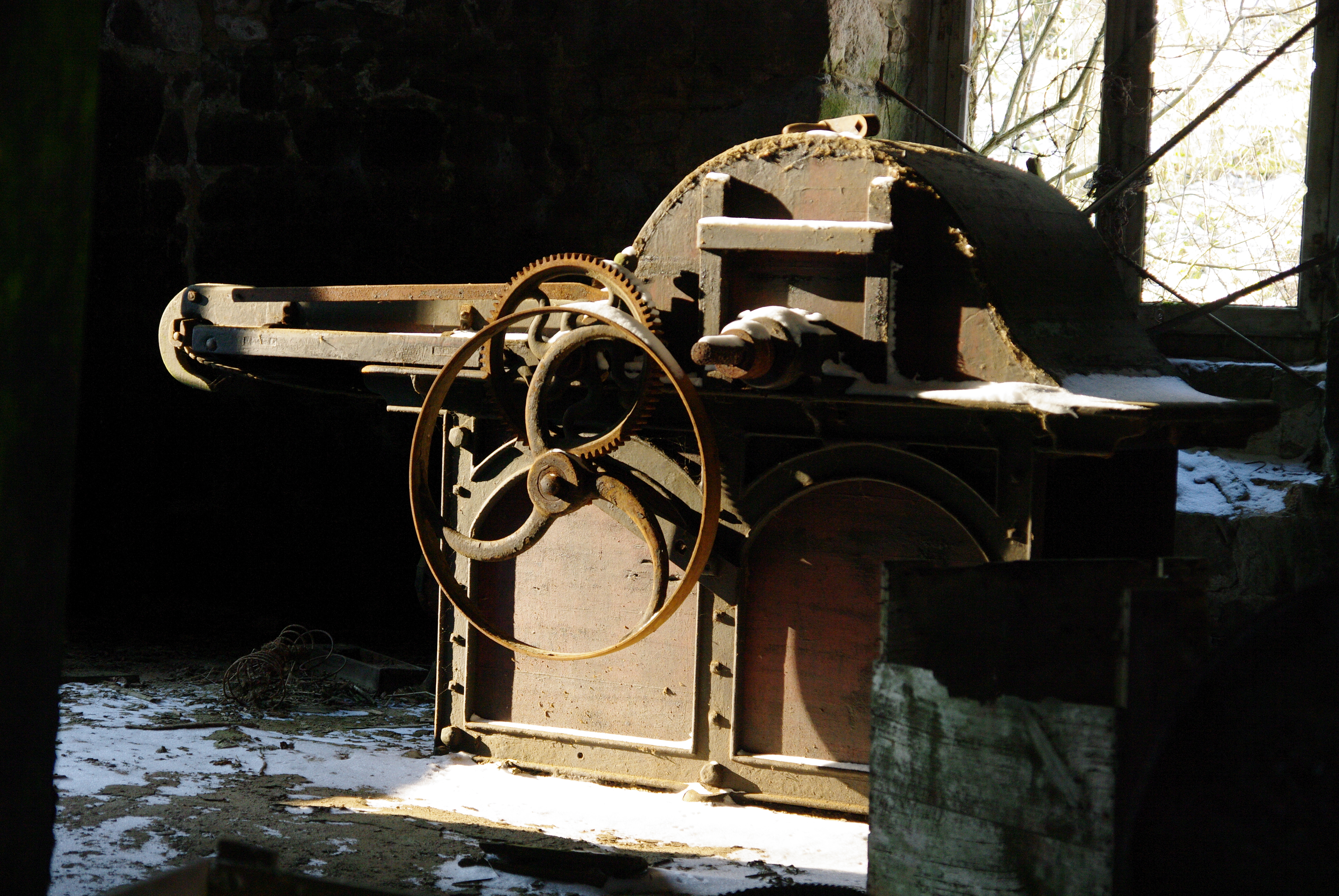
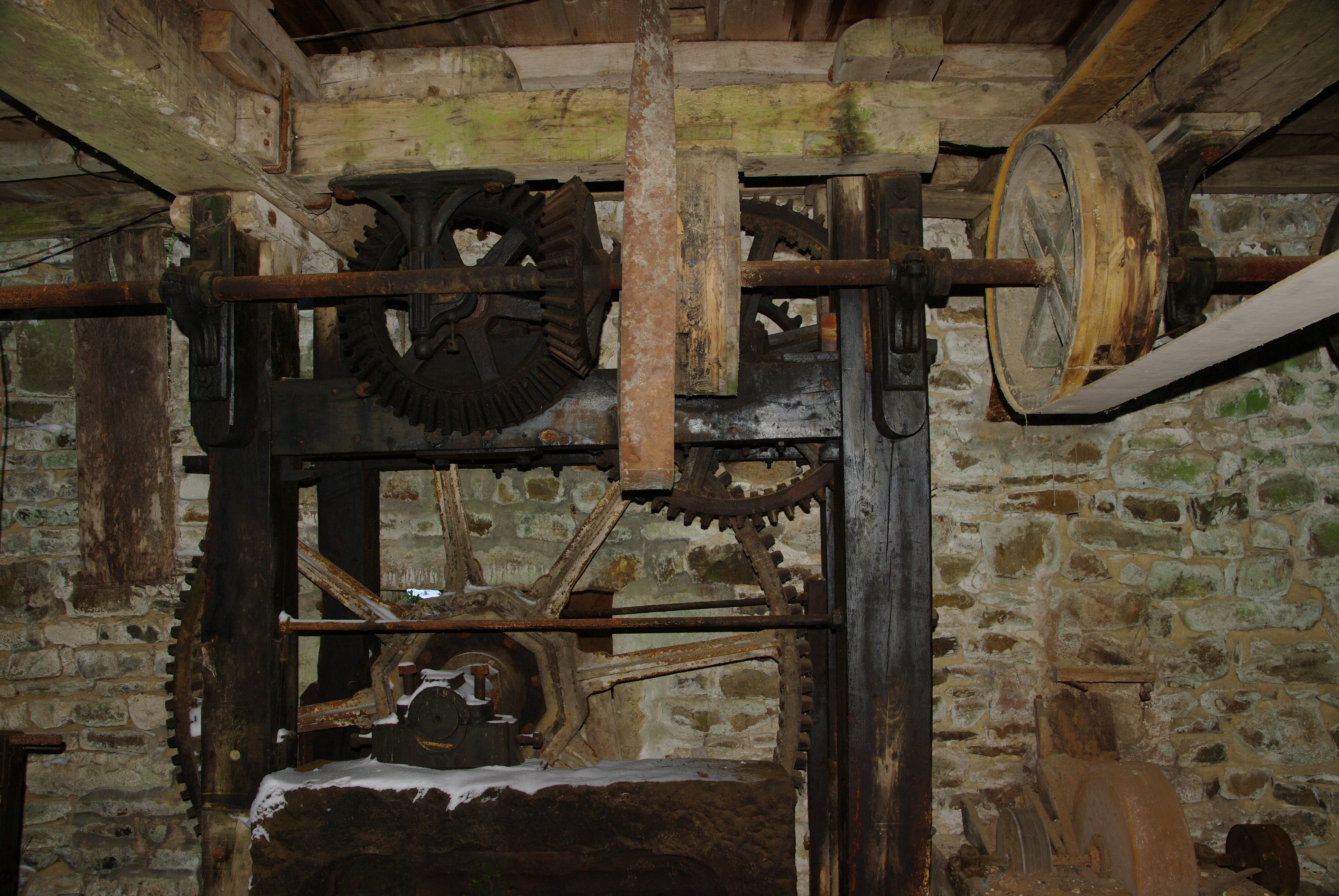

## = Bibliographie=
: document utilisé comme source pour la rédaction de cet article.
- Michèle Lavollé, Tinchebray 1800-1914.
- Hélène Letouzey et Edeine Bernard, L'ancienne filature de laine de Tinchebray, 1980.